# 傷害中國人民的感情
傷害中國人民的感情，是中华人民共和国政府机构或者公民表達對個人、組織或政府一些被認為對中共具有敵對性質的言論、行動或政策的不滿或譴責等问题上的言行表达不满的口號，替代形式包括“傷害14億人的感情”和“傷害中華民族的感情”。常見於《人民日報》、《中國日報》、新華社等中華人民共和國官方媒體和政治宣傳機構，或出現於中國共產黨於各地的附屬報紙。中國人大常委會2023年9月公佈治安管理处罚法修訂草案，首次在法律處罰範圍列明纳入「有损中华民族精神，伤害中华民族感情」的行為，引起廣泛爭議。

## 起源
这句话更早的起源是时任中华民国外交部长的陈友仁于1927年与英国交涉归还汉口英租界时提出的。
這一句話最早出現在1959年的《人民日報》上，當時被用於批評與中國邊界爭端的印度。在隨後的幾十年裡，這句話通常被各種官方渠道用來表達中華人民共和國政府的不滿。被指控“傷害中國人民感情”的有國家政府、國際組織，至汽車生產商、報紙、珠寶商、連鎖酒店等，還有發表言論的運動員、企業高管、電影演員和音樂表演者。雖然這句話是最早由官方使用，但是留學生也被鼓勵使用這句話來表達對那些（對中華人民共和國政府的）批評的不滿。

## 研究及數據

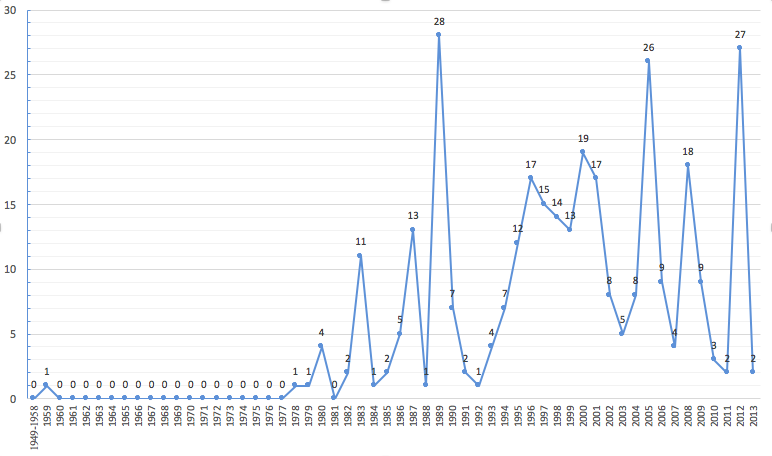
《人民日報》各年使用「傷害中國人民的感情」的次數（1949－2013年）

據香港大學中國傳媒研究計劃的班志远（David Bandurski），從中國官媒《人民日報》（由1959年至2015年）中選取了143篇出現「傷害中國人民的感情」句子的文章。以國家來看，日本是被指責傷害感情次數最多的國家，達51次。美國排名第二，達35次。以議題來看，與台灣有關的事件共有28次，其次則是西藏問題，共有12次。
據《時代雜誌》文章，以非正式統計，單純依靠1946年至2006年；以中国大陆官方立場發言的傳媒「《人民日報》電子版」的數據庫進行搜索，結果得出中国大陆官方發表提出「傷害了中國人民的感情」的文章有一百餘篇。《環球網》有文章指出，「中國人民的感情」、「傷害」為關鍵詞檢索《人民日報》1946年5月15日至2015年5月1日發佈內容，出現相關文章237篇，相關詞組240次，共涉及29個國家和地區。其中印度9次，法國16次，美國62次，日本96次。
中華民國中央研究院社會學研究所副研究員汪宏倫根據《人民日報》資料庫進行整理，發現從1949年至2013年《人民日報》共出現了319次「傷害中國人民的感情」。

## 观点
2016年8月，澳大利亚悉尼羅伊國際政策研究所亞洲項目主任夏美林（Merriden Varrall）在《紐約時報》上發表標題為《中國留學生威脅澳大利亞大學開放性》的評論文章，文中描述了一個「令人不安的趨勢」，「15萬中國留學生中有很多正把支持北京的立場帶入教室，扼殺辯論和開放性。」她認為：「中國學生在自我審查或監視、報告同學時，不一定是因為中國政府的壓力。而是很多中國學生認為，公開反對官方認同的觀點是不合適的……因為很多中國學生已經把認同官方觀點的需要內化了，所以保持澳大利亞自由開放辯論的標准仍將是一個頗為棘手的挑戰。澳大利亞的大學可以先從直面這個問題著手。」
2016年9月8日，夏美林在《衛報》發表評論文章。文章分析中國學生為何會如此「玻璃心」、經常使用「傷害中國人民感情」這種說法。她又認為如果澳大利亞政府的政策在國際上受到批評，澳大利亞人民不會有類似中國人民這種「受傷」的感覺。
《經濟學人》對此評價道，公眾憤怒往往是非常好用的工具，令中國拋開「不干涉其他國家內政」的外交原則，例如中方常常抱怨日本政客參拜靖國神社。但另一方面共產黨甚少願意讓民眾表達自己的感情，其實是擔心民意爆發會挑戰到黨中央的控制能力。
《麦克拉奇报》北京办公室主任Tim Johnson评论说，「這句陈腔滥调被中共当局惯用以获同情並批评他人」。

## 被提及的個案

### 美国
部分美國國會議員會定期安排会见第十四世达赖喇嘛，均被中方表示强烈不满和坚决反对，認為此举“伤害中国人民感情”。
2011年7月16日，美國總統贝拉克·奥巴马在白宫会见达赖喇嘛，中華人民共和國外交部发言人稱「美方此举严重干涉中国内政，伤害中国人民感情，损害中美关系。」

### 罗马教廷
2000年3月18日，罗马天主教会教宗若望·保禄二世对清初至民国时期在华死亡的120位传教士和中国教徒封圣。《人民日报》称此举“极大地伤害了中华民族的感情，是对12亿中国人民的严重挑衅”。

### 欧洲
2008年10月23日，歐洲議會宣布将2008年度薩哈羅夫獎授予中國社會活動家胡佳。而在此前，中国方面曾为了阻碍胡佳获奖而对欧洲议会广泛施加压力，中国驻欧盟使团长宋哲在向欧洲议会主席递交的警告信中称，如果胡佳获得萨哈罗夫奖，将严重损害中欧关系并“伤害中国人民的感情”。

### 瑞典
2000年，瑞典学院將诺贝尔文学奖授予時居法國的華裔作家高行健。《人民日報》撰文稱該機構的“倒行逆施”“極大地傷害了中華民族的感情，是對12億中國人民的嚴重挑釁”。

### 奧地利
在2019年8月，主營人造水晶製品奧地利品牌施華洛世奇（Swarovski）被發現在其官網上將香港列為國家，被指“傷害中國人民感情”。施華洛世奇公司隨後聲明稱，「一直都堅決維護中國的主權和領土完整」。

### 墨西哥
2011年9月9日，墨西哥总统卡尔德龙会见达赖喇嘛。10日，外交部发言人马朝旭发表谈话，称中方对此表示强烈不满和坚决反对，此举“伤害中国人民感情”。

### 日本
2003年日本旅游团珠海买春事件，中国外交部對日本駐華使節表示「這宗性質惡劣的違法事件傷害了中國人民的感情，也嚴重損害了日本的國際形象」。
2012年9月15日，日本政府涉国有化其管轄的領土钓鱼岛，新华社称此举“伤害13亿中国人民感情”。

### 香港
2019年8月3日，有民眾於尖沙咀降下中華人民共和國國旗並丟入大海，國務院港澳事務辦公室發聲明譴責「極端激進分子嚴重觸犯了中国內地的《國旗法》和香港的《國旗與國徽條例》，公然冒犯國家、民族尊嚴，肆意踐踏「一國兩制」原則底線，極大地傷害了全中國人的感情。認為必須依法嚴厲懲處，絕不手軟。」

## 引入法律草案
中國人大常委會2023年9月公佈治安管理处罚法修訂草案，首次將該種描述纳入為法律處罰的行為，引起廣泛爭議，包括一些法律学者在內公开提出反对，质疑其可能演变成新的口袋罪。清华大学法学院教授劳东燕在微博中表示这是内涵极为模糊的概念，容易造成任意扩张行政处罚的范围，并且可能激化警民矛盾。劳东燕指出，民族精神与民族感情属于文化精神层面的事务，国家可以进行倡导，但不应通过法律强制的方式来推行，并警示这将会刺激民粹主义和极端民族主义情绪的蔓延，从而进一步恶化公众舆论环境，甚至给中国的外交造成障碍。
《环球时报》前主编胡锡进也为此发文批评，认为应对相关内容做进一步完善，针对疑义将“有损中华民族精神”“伤害中华民族感情”的情况做出细化，例如直接指明上述言行与法西斯、军国主义及民族分裂势力等之间的关系，以此避免误解。最終，在出現了多起強烈民族主義的惡性事件以及任意以愛國為名的浮濫舉報下，2024年6月，新修订的《治安管理处罚法》二次审议稿也不再包括伤害民族感情等以及具體違法事項等字眼。2025年6月27日修订通过的《治安管理处罚法》第三十五条第五款中，“伤害民族感情”被明确为“在公共场所或者强制他人在公共场所穿着、佩戴宣扬、美化侵略战争、侵略行为的服饰、标志，不听劝阻，造成不良社会影响的”，将受到治安处罚。